# Fouad Twal
Fouad Boutros Twal (Arabisch: فؤاد طوال) (Madaba, 23 oktober 1940) is een Jordaans geestelijke en een patriarch-emeritus van de Rooms-Katholieke Kerk.

## Kerkelijke loopbaan
Twal werd op 29 juni 1966 priester gewijd. Op 30 mei 1992 werd hij benoemd tot prelaat van Tunis. Zijn bisschopswijding vond plaats op 22 juni 1992; zijn wapenspreuk luidt: "paratum cor meum" (mijn hart is bereid). Op 31 mei 1995 werd hij op persoonlijke titel benoemd tot aartsbisschop van Tunis. Hij was van 2004 tot 2005 voorzitter van de regionale bisschoppenconferentie van Noord-Afrika.
Op 8 september 2005 werd Twal benoemd tot aartsbisschop-coadjutor van Jeruzalem. Na het aftreden van Michel Sabbah volgde Twal hem op 21 juni 2008 op als patriarch. Hij werd tevens voorzitter van de conferentie van de Latijnse bisschoppen in de Arabische regio. Op 7 maart 2009 werd hij tevens benoemd tot lid van de Congregatie voor de Oosterse Kerken.
Twal ging op 24 juni 2016 met emeritaat.
Op dinsdag 12 juli 2016 kreeg hij in diens residentie in Ramallah door president Mahmoud Abbas de Jeruzalem-Medaille uitgereikt als een "bewijs van waardering voor het geestelijk leiderschap van de Patriarch en de buitengewone dienst die hij bewees aan het Palestijnse volk en aan de katholieke kerk in Palestina".

## Uitspraken over het conflict tussen Israël en Palestina

#### 60 jaar Israel 2008
Voor Fouad Twal staat het joodse karakter van de staat Israël ter discussie, aangezien er ook niet-joodse christenen en moslims staatsburger van Israël zijn. Fouad Twal weigerde in 2008 een uitnodiging om de stichting van de staat Israël te komen meevieren en doelde op de Nakba toen hij zei: “Deze dag is voor de overwegend Arabische christenen in Israël geen reden om te vieren. Zij herdenken veeleer zestig jaar conflict, verdrijving en oorlog.” De patriarch wierp ook de vraag op of het in 1948 wel zo’n goed idee was een staat met uitgesproken Joods karakter op te richten. “Het gevaar was tenslotte niet denkbeeldig dat aanhangers van andere religies zouden worden geweerd, ontmoedigd of helemaal verdreven. Een democratie steunt op het principe van de gelijke behandeling van haar burgers, maar Arabische christenen zijn in een dubbele betekenis een minderheid.”

#### Kersttoespraak 2011
In zijn kersthomilie van 2011 in de Geboortekerk in Bethlehem prees de patriarch met name president Abbas voor zijn inspanningen om in het Midden Oosten "een rechtvaardige vrede" te bereiken. Hij drong er bij joden, christenen en moslims op aan "één te zijn door te zeggen dat de aanbidding van God een fundamentele plicht van de liefde is. Onze regio ondergaat ingrijpende veranderingen die ons heden en onze toekomst beïnvloeden."

## Katholieke Palestijns-Amerikaanse samenwerking
In juli 2011 bracht patriarch Twal een bezoek aan de Verenigde Staten. De reis had een tweeledig doel:  pastorale steun geven aan de grote diaspora van Palestijnse en Jordaanse christenen die in de VS wonen en om hun verbondenheid en die van andere Amerikaanse christenen met het Heilige Land aan te moedigen: “het land van hun geboorte en hun broeders herinneren - de 'kleine kudde' - die daar woont en hen stimuleren tot gebed en financiële bijstand”. De patriarch bezocht aartsbisschop Timothy Dolan van New York, de huidige president van de VS Katholieke Bisschoppenconferentie (USCCB) en andere katholieke hoogwaardigheidsbekleders. Hij maakte afspraken voor nauwere samenwerking tussen katholieke Amerikaanse en Palestijnse universitaire opleidingen. Twal werd ook ontvangen op het Witte Huis door Denis McDonough, plaatsvervangend nationaal veiligheidsadviseur van de Amerikaanse president.
- Gemeinsame Normdatei: 1026532094
- International Standard Name Identifier: 0000 0003 8133 4960
- Library of Congress Control Number: n2017014845
- Système universitaire de documentation: 196775183
- Virtual International Authority File: 261350064
- WorldCat: E39PBJdrJxRc93pxtxHwtHCxXd